# Rwanda na Letnich Igrzyskach Olimpijskich 2008
Rwandę na Letnich Igrzyskach Olimpijskich 2008 reprezentowało 4 zawodników w 2 dyscyplinach.
Był to siódmy start reprezentacji Rwandy na letnich igrzyskach olimpijskich.

## Lekkoatletyka
Mężczyźni
| Zawodnik       | Konkurencja     | Bieg eliminacyjny | Bieg eliminacyjny | Ćwierćfinał | Ćwierćfinał | Półfinał | Półfinał | Finał    | Finał   | Miejsce |
| Zawodnik       | Konkurencja     | Wynik             | Miejsce           | Wynik       | Miejsce     | Wynik    | Miejsce  | Wynik    | Miejsce | Miejsce |
| -------------- | --------------- | ----------------- | ----------------- | ----------- | ----------- | -------- | -------- | -------- | ------- | ------- |
| Dieudonné Disi | bieg na 10000 m |                   |                   |             |             |          |          | 27:56.74 | 19      | 19      |

Kobiety
| Zawodnik              | Konkurencja | Bieg eliminacyjny | Bieg eliminacyjny | Ćwierćfinał | Ćwierćfinał | Półfinał | Półfinał | Finał   | Finał   | Miejsce |
| Zawodnik              | Konkurencja | Wynik             | Miejsce           | Wynik       | Miejsce     | Wynik    | Miejsce  | Wynik   | Miejsce | Miejsce |
| --------------------- | ----------- | ----------------- | ----------------- | ----------- | ----------- | -------- | -------- | ------- | ------- | ------- |
| Epiphanie Nyirabarame | maraton     |                   |                   |             |             |          |          | 2:49:32 | 66      | 66      |

## Pływanie
| Zawodnik           | Konkurencja          | Bieg eliminacyjny | Bieg eliminacyjny | Półfinał                      | Półfinał                      | Finał                         | Finał                         |
| Zawodnik           | Konkurencja          | Czas              | Miejsce           | Czas                          | Miejsce                       | Czas                          | Miejsce                       |
| ------------------ | -------------------- | ----------------- | ----------------- | ----------------------------- | ----------------------------- | ----------------------------- | ----------------------------- |
| Jackson Niyomugabo | 50 m stylem dowolnym | 27.74             | 82                | Odpadł z dalszej rywalizacji  | Odpadł z dalszej rywalizacji  | Odpadł z dalszej rywalizacji  | Odpadł z dalszej rywalizacji  |
| Pamela Girimbabazi | 50 m stylem dowolnym | 39.78             | 88                | Odpadła z dalszej rywalizacji | Odpadła z dalszej rywalizacji | Odpadła z dalszej rywalizacji | Odpadła z dalszej rywalizacji |